# Restaurant Kokkeriet
Restaurant Kokkeriet var en dansk restaurant, der lå i Kronprinsessegade i København. Restauranten modtog sin første michelinstjerne i 2006, og ændrede derefter menuen fra klassisk fransk til dansk mad. Restauranten mistede sin stjerne i 2007, og genvandt den i 2009. I juni 2023 mistede Kokkeriet igen sin stjerne.
Køkkenet blev indtil april 2017 ledet af David Johansen, der vandt Bernard Loiseau Culinary Festival i 2012. Derefter overtog Morten Krogholm som køkkenchef.
Til nytår 2020 havde restauranten tilbudt nytårsmenuer til afhentning efter at have været lukket ned meget af året grundet coronaviruspandemien. Der blev solgt omkring 5.000 menuer, hvilket resulterede i en voldsomt lang kø for at få udleveret maden. Nogle måtte vente i op mod 8 timer, og mange opgav at få udleveret deres bestillinger.